# Fifas världsranking för herrar
Fifas världsranking är en rankinglista för fotbollslandslag för herrar. Listan upprätthålls av Fifa och alla medlemsländer finns med i rankingen. Man använder ett poängsystem som är baserat på alla A-landskamper laget spelat under de senaste 4 åren, där de nyaste resultaten och viktigaste matcherna ger fler poäng för att få fram lagets ranking. Sverige låg på 28 plats (med 1522.19 poäng) den 20 juni 2024.

## Historik
I december 1992 publicerade Fifa den första rankinglistan för fotbollslandslag för att jämföra styrkan hos lagen. Från augusti 1993 med sponsring från Coca-Cola började man uppdatera listan varje månad. Mellan 1993 och 1999 var rankingen väldigt lätt. Ett lag som vann fick 3 poäng och vid oavgjort fick man 1 poäng. Därmed kunde man uppnå en hög ranking genom att spela många matcher mot svagt motstånd. Vilket sågs som orättvist, därför gjorde man om rankingen 1999. Efter VM i fotboll 2006 ändrade man rankingen igen. Den största ändringen denna gång var att rankingen är baserad på de fyra senaste årens matcher istället för de åtta senaste som gällde tidigare.

## Poängberäkning
Poängen räknas ut beroende på 
- Matchresultat = R
- Matchstatus = S
- Motståndarens styrka = M
- Regional styrka = C

Resultatpoäng = R × S × M × C × 100

### Matchresultat
| Resultat                             | Poäng |
| ------------------------------------ | ----- |
| Vinst                                | 3     |
| Oavgjord                             | 1     |
| Förlust                              | 0     |
| Vinst (efter straffsparksläggning)   | 2     |
| Förlust (efter straffsparksläggning) | 1     |

### Matchstatus
Olika matcher har olika status. De viktigaste matcherna är matcher i Fotbolls-VM och de minst viktiga är vänskaps- och träningsmatcher.
| Matchstatus                                    | Faktor |
| ---------------------------------------------- | ------ |
| Vänskapsmatch                                  | × 1,0  |
| VM-kval och Kontinentala kvalmatcher           | × 2,5  |
| Kontinentala Cuper och Fifa Confederations Cup | × 3,0  |
| Fotbolls-VM                                    | × 4,0  |

### Motståndarens styrka
En vinst mot en högt rankad motståndare är bättre än en vinst mot en lågt rankad.
{\displaystyle Motstandarens\ styrka\ ={\frac {200-rankingposition}{100}}}
med undantagen att det topplacerade laget får faktorn 2, och lag som är rankade 150 och lägre får lägsta faktorn 0,5.
- Exempel 1: motståndarlaget är rankat 8 i världen:

{\displaystyle {\frac {200-8}{100}}=1{,}92}
motståndarens styrka är 1,92
- Exempel 2: Motståndarlaget är rankat 125 i världen:

{\displaystyle {\frac {200-125}{100}}=0{,}75}
motståndarens styrka är 0,75
- Exempel 3: motståndarlaget är rankat 188 i världen:

Sämre än 150, så motståndarens styrka blir automatiskt 0,50

### Regional styrka
Varje region får en viss faktor mellan 0,85 och 1,0 baserat på hur lagen från regionen presterat i de tre senaste VM-slutspelen. Efter senaste turneringen, VM 2014, är poängen fördelade enligt nedan:
| Region                                           | Faktor |
| ------------------------------------------------ | ------ |
| Uefa (Europa)                                    | × 0,99 |
| Conmebol (Sydamerika)                            | × 1,00 |
| Concacaf (Nord- och Centralamerika och Karibien) | × 0,85 |
| AFC (Asien)                                      | × 0,85 |
| Caf (Afrika)                                     | × 0,85 |
| OFC (Oceanien)                                   | × 0,85 |

Medeltalet av de regionala styrkorna för de två lagen ger faktorn för den regionala styrkan enligt:
{\displaystyle Regional\ styrka\ ={\frac {Regional\ styrka\ lag\ 1\ +\ Regional\ styrka\ lag\ 2}{2}}}

### Datum
Matcher från de 48 senaste månaderna ingår i rankingen, men matcher som spelats nyligen får högre poäng än äldre matcher
| Matchdatum                   | Faktor |
| ---------------------------- | ------ |
| Inom de 12 senaste månaderna | × 1,0  |
| 12–24 månader sedan          | × 0,5  |
| 24–36 månader sedan          | × 0,3  |
| 36–48 månader sedan          | × 0,2  |

Ett lag måste spela minst fem matcher per år för att delta i rankingen.

### Rankingformel
{\displaystyle Rankingpoang\ =\ 100(Resultatpoang\ \times \ Matchstatus\ \times \ Motstandarens\ styrka\ \times \ Regional\ styrka)}

### Exempel
I detta exempel används påhittade lag och regioner
- Amplistan är rankad 2:a i världen och är medlem i regionen XYZ (regionalpoäng 1,0)
- Bestrudia är rankad 188:a i världen och medlem i regionen ABC (regionalpoäng 0,88)
- Conesto är rankad 39:a i världen och medlem i regionen QRS (regionalpoäng 0,98)
- Delphiz är rankad 30 i världen och medlem i regionen HIJ (regionalpoäng 0,94)

En vänskapsmatch spelas mellan Amplistan och Bestrudia. Amplistan vinner med 2–1
| Match                                                 | Lag                 | Resultatpoäng | Matchstatus | Motståndarens styrka | Regional styrka | Rankingpoäng |
| ----------------------------------------------------- | ------------------- | ------------- | ----------- | -------------------- | --------------- | ------------ |
| Amplistan vs. Bestrudia (vänskapsmatch) Resultat: 2–1 | Amplistan Bestrudia | 3 0           | 1,0         | 0,50 1,98            | 0,94            | 141 0        |

Bestrudia får inga rankingpoäng då de förlorade matchen. Alla faktorer multipliceras med 0
Amplistans 141 poäng räknas ut så här
- 3 poäng för vinst
- multiplicerat med 1,0 för matchstatusen (vänskapsmatch)
- multiplicerat med 0,5 för motståndets styrka. (Bestrudia är rankad 188 så minimum 0,5 används)
- multiplicerat med 0,94 för regional styrka (medeltalet av båda lagens regionala poäng)
- multiplicerat med 100

Fler exempel:
| Match                                                                         | Lag                 | Resultatpoäng | Matchstatus | Motståndarens styrka | Regional styrka | Rankingpoäng |
| ----------------------------------------------------------------------------- | ------------------- | ------------- | ----------- | -------------------- | --------------- | ------------ |
| Amplistan – Bestrudia (vänskap) Resultat: 1–2                                 | Amplistan Bestrudia | 0 3           | 1,0         | 0,50 1,98            | 0,94            | 0 558        |
| Amplistan – Bestrudia (vänskap) Resultat: 1–1                                 | Amplistan Bestrudia | 1             | 1,0         | 0,50 1,98            | 0,94            | 47 186       |
| Amplistan – Bestrudia (VM-match) Resultat: 2–1                                | Amplistan Bestrudia | 3 0           | 4,0         | 0,50 1,98            | 0,94            | 564 0        |
| Amplistan – Bestrudia (VM-match) Resultat: 1–1 (Bestrudia vinner på straffar) | Amplistan Bestrudia | 1 2           | 4,0         | 0,50 1,98            | 0,94            | 188 1488     |
| Conesto – Delphiz (Kontinentalt cupkval) Resultat: 4–0                        | Conesto Delphiz     | 3 0           | 2,5         | 1,70 1,61            | 0,96            | 1224 0       |
| Conesto – Delphiz (Kontinentalt cupkval) Resultat: 0–1                        | Conesto Delphiz     | 0 3           | 2,5         | 1,70 1,61            | 0,96            | 0 1159       |
| Conesto – Amplistan (VM-match) Resultat: 0–0 (Amplistan vinner på straffar)   | Conesto Amplistan   | 1 2           | 4,0         | 1,98 1,61            | 0,99            | 784 1275     |

## Utmärkelser
Varje år delar Fifa ut två utmärkelser: till årets lag och årets klättrare

### Årets lag
Utmärkelsen delas ut till det lag som toppar världsrankingen vid årets slut. Tabellen visar de tre bästa lagen varje år.
| År   | Etta      | Tvåa          | Trea          |
| ---- | --------- | ------------- | ------------- |
| 1993 | Tyskland  | Italien       | Brasilien     |
| 1994 | Brasilien | Spanien       | Sverige       |
| 1995 | Brasilien | Tyskland      | Italien       |
| 1996 | Brasilien | Tyskland      | Frankrike     |
| 1997 | Brasilien | Tyskland      | Tjeckien      |
| 1998 | Brasilien | Frankrike     | Tyskland      |
| 1999 | Brasilien | Tjeckien      | Frankrike     |
| 2000 | Brasilien | Frankrike     | Argentina     |
| 2001 | Frankrike | Argentina     | Brasilien     |
| 2002 | Brasilien | Frankrike     | Spanien       |
| 2003 | Brasilien | Frankrike     | Spanien       |
| 2004 | Brasilien | Frankrike     | Argentina     |
| 2005 | Brasilien | Tjeckien      | Nederländerna |
| 2006 | Brasilien | Italien       | Argentina     |
| 2007 | Argentina | Brasilien     | Italien       |
| 2008 | Spanien   | Tyskland      | Nederländerna |
| 2009 | Spanien   | Brasilien     | Nederländerna |
| 2010 | Spanien   | Nederländerna | Tyskland      |
| 2011 | Spanien   | Nederländerna | Tyskland      |
| 2012 | Spanien   | Tyskland      | Argentina     |
| 2013 | Spanien   | Tyskland      | Argentina     |
| 2014 | Tyskland  | Argentina     | Colombia      |
| 2015 | Belgien   | Argentina     | Spanien       |
| 2016 | Argentina | Brasilien     | Tyskland      |
| 2017 | Tyskland  | Brasilien     | Portugal      |
| 2018 | Belgien   | Frankrike     | Brasilien     |
| 2019 | Belgien   | Frankrike     | Brasilien     |
| 2020 | Belgien   | Frankrike     | Brasilien     |
| 2021 | Belgien   | Brasilien     | Frankrike     |
| 2022 | Brasilien | Argentina     | Frankrike     |
| 2023 | Argentina | Frankrike     | England       |
| 2024 | Argentina | Frankrike     | Spanien       |

### Årets klättrare
Årets klättrare delas ut till det lag som gjort det bästa framsteget på rankingen under året. Det är inte självklart att det lag som klättrat flest placeringar under året får priset, en beräkning görs där antal rankingpoäng vid årets slut multipliceras med antal rankingpoäng laget har fått under året. Laget med högst resultat får utmärkelsen. Tabellen visar de tre bästa lagen varje år. Priset delades ut under åren 1993–2006, men Fifa har sedan 2007 valt att fortsätta utse en inofficiell vinnare varje år
Officiell utmärkelse
| År   | Etta        | Tvåa                    | Trea            |
| ---- | ----------- | ----------------------- | --------------- |
| 1993 | Colombia    | Portugal                | Marocko         |
| 1994 | Kroatien    | Brasilien               | Uzbekistan      |
| 1995 | Jamaica     | Trinidad och Tobago     | Tjeckien        |
| 1996 | Sydafrika   | Paraguay                | Kanada          |
| 1997 | Jugoslavien | Bosnien och Hercegovina | Iran            |
| 1998 | Kroatien    | Frankrike               | Argentina       |
| 1999 | Slovenien   | Kuba                    | Uzbekistan      |
| 2000 | Nigeria     | Honduras                | Kamerun         |
| 2001 | Costa Rica  | Australien              | Honduras        |
| 2002 | Senegal     | Wales                   | Brasilien       |
| 2003 | Bahrain     | Oman                    | Turkmenistan    |
| 2004 | Kina        | Uzbekistan              | Elfenbenskusten |
| 2005 | Ghana       | Etiopien                | Schweiz         |
| 2006 | Frankrike   | Tyskland                | Italien         |

Inofficiell utmärkelse
| År   | Etta          | Tvåa         | Trea                    |
| ---- | ------------- | ------------ | ----------------------- |
| 2007 | Moçambique    | Norge        | Nya Kaledonien          |
| 2008 | Spanien       | Montenegro   | Ryssland                |
| 2009 | Brasilien     | Algeriet     | Slovenien               |
| 2010 | Nederländerna | Montenegro   | Botswana                |
| 2011 | Wales         | Sierra Leone | Bosnien och Hercegovina |
| 2012 | Colombia      | Ecuador      | Mali                    |
| 2013 | Ukraina       | Armenien     | USA                     |
| 2014 | Tyskland      | Slovakien    | Belgien                 |
| 2015 | Turkiet       | Ungern       | Nicaragua               |
| 2016 | Frankrike     | Peru         | Polen                   |
| 2017 | Danmark       | Sverige      | Bolivia                 |